# Obična čimpanza
Obična čimpanza (Pan troglodytes)  je vrsta primata iz porodice Hominidae. Zajedno s bonobom (Pan paniscus) čini rod čimpanza (Pan) .

## Podvrste
- Pan troglodytes troglodytes Blumenbach, 1775, centralnoafrička čimpanza
- Pan troglodytes schweinfurthii Giglioli, 1872, istočnoafrička čimpanza
- Pan troglodytes vellerosus Gray, 1862
- Pan troglodytes verus Schwarz, 1934,[1] zapadnoafrička čimpanza

## Rasprostranjenost
Područje koje nastanjuje obična čimpanza pruža se u širokom pojasu preko središnjeg dijela Afrike od Gvineje preko Konga sve do Ugande i Tanzanije. Ljudska naselja podijelila su to područje na puno manjih područja, što predstavlja potencijalnu opasnost jer sprečava ozbiljniju razmjenu gena između pojedinih, prostorno razdvojenih skupina.

## Obilježja
Uspravljena, obična čimpanza je visoka između 1 metra i 1,7 metara. Poput svih članova porodice Hominidae, ni ova vrsta nema rep. Krzno im je crno ili tamno smeđe, lice im je golo, a ovisno o starosti i porijeklu, od boje mesa do crno. Prednji ekstremiteti su im dugi, i kad su uspravni, dosežu im do ispod koljena. Mužjaci su sa svojih 43 do 60 kg osjetno teži od ženki (33 do 45 kg). Osim toga, i očnjaci mužjaka su bitno veći nego kod ženki.

## Način života
U odnosu na stanište, obične su čimpanze vrlo prilagodljive. Žive u kišnim šumama kao i u suhim savanama i u brdovitim područjima do visina od 3.000 metara nadmorske visine. Dnevne su životinje i veći dio vremena provode na stablima gdje jedu. Veće razdaljine prelaze i hodajući tlom na sva četiri ekstremiteta, podupirući se pri tome na druge članke "šaka". Za noć si grade gnijezda od granja i lišća a obično ga koriste samo jednom.
Vrlo su društvene i žive u grupama od 15 do 80 jedinki. Ujutro se grupe razilaze na manje, sve do pojedinca, kad krenu u potragu za hranom, da bi se ponovo okupile za noćenje. Jači i snažniji mužjaci predvode cijeli čopor. Imaju vrlo izražene i slojevite socijalne odnose. Uzajamna njega krzna znak je dobrohotnosti u odnosu na grupu. Mužjaci imaju između sebe vrlo izgrađene odnose redosljeda koje utvrđuju raznim ritualima dokazivanja snage: glasni krikovi, "bubnjanje" po stablima, trešenje grana ili bacanje kamenja, kao i demonstriranje brzog trčanja ili skakanja između grana. Druge grupe čimpanze susreću u pravilu agresivno. Dok mužjaci ostaju u grupi čitav život, ženke ju napuštaju kad postanu spolno zrele.

## Korištenje alata
Ove životinje u prirodi koriste niz alata. Drvene štapiće, koje su pripremili i obradili upavo za tu svrhu, koriste da njima ulaze u termitnjake za koje se termiti uhvate, a čimpanze ih sa štapića skinu ustima i pojedu. Ponekad koriste komade grana da bi njima udarale po granama stabala i stresli tako zrelo voće, ili ih koriste u borbi s drugim grupama čimpanza ili s drugim životinjama. Kamenje koriste za razbijanje ljuske orašastih plodova. Iako to kamenje ne obrađuju, poznati su slučajevi da posebno prikladno kamenje nose sa sobom, ili ga dobro sakriju kako bi ga kasnije mogli ponovo koristiti. Osim toga, koriste sažvakane listove kao spužve i time prikupljaju vodu za piće, ili ih koriste za pranje.

## Hrana
Obične čimpanze su svežderi, s težištem, ipak, na biljnoj hrani, voću, orasima i lišću. No, uz to jedu i kukce, a ponekad i love manje kralježnjake, među ostalim parnoprstaše i druge primate, najčešće sakate majmune ili mlade pavijane (porodica Cercopithecidae). Zabilježeni su i slučajevima napada na ljude i jedenja ljudskog mesa. Lov na ove životinje je "posao" starijih mužjaka koji, nakon uspješnog lova, plijen dijele s ostalim članovima grupe.

## Razmnožavanje
Nakon skotnosti od prosječno 7,5 mjeseci, ženka koti u pravilu jedno mladunče, no rađanje blizanaca je nešto češće nego kod ljudi. Mladunče se rađa teško oko 1,9 kg. Prvih šest mjeseci se mladunac drži za majčino krzno na trbuhu, a kasnije "jaši" na njenim leđima. Sisanje prestaje tek u dobi od 3,5 do 4,5 godina, no mladunac ostaje i dalje uz majku (i do 10 godina). Ženka rađa mladunče svakih šest do osam godina, osim ako mladunac ranije ugine. Pubertet nastupa u dobi od sedam godina, no prvo parenje slijedi najčešće par godina kasnije, kod ženki u dobi od 13 do 14 godina, a kod mužjaka s 15 do 16 godina. Menopauza ženki nastupa u dobi od 40 godina, a očekivana starost običnih čimpanza može biti i do 60 godina.

## Vanjske poveznice
- Chimpanzee Pan troglodytes
- Congo Chimps  Arhivirana inačica izvorne stranice od 5. listopada 2013. (Wayback Machine)